# Cascant
Cascant (aragonès) Cascante del Río (castellà) és un municipi d'Aragó que es va poblar el 1198 i va pertànyer a les senyories de Ruíz de Castelblanque i Fernández d'Herèdia. Actualment pertany a la província de Terol i en concret a la comarca de la Comunitat de Terol, està situada al Sistema Ibèric al costat del riu Camaerna, afluent del Guadalaviar, que a partir de Terol s'anomena Túria. S'hi pot arribar a través de la carretera nacional que uneix Terol i Conca, desviant-se a Villel o també per Villaspesa i Cubla.
Hi ha restes d'un poblat ibèric a la zona de Cabezo de la Ermita i un assentament romà també a Cabezo de la Ermita.

## Festes
La patrona del municipi és Santa Quiteria el 22 de maig; el patró Sant Nicolau de Bari el 6 de desembre y la Festa Major és a l'agost en honor de la Santíssima Trinitat. L'església de San Nicolás és gòticorenaixentista del segle xvi, amb un voladís de rajol i amb una torre d'estil mudèjar. La documentació de l'església es troba a l'Arxiu Històric Nacional de Madrid, en la secció clero.
El clima és agradable a l'estiu, però fred a l'hivern, amb una humitat escassa. La temperatura mitjana és d'11 °C.